# Kastraki (Arkadiko)

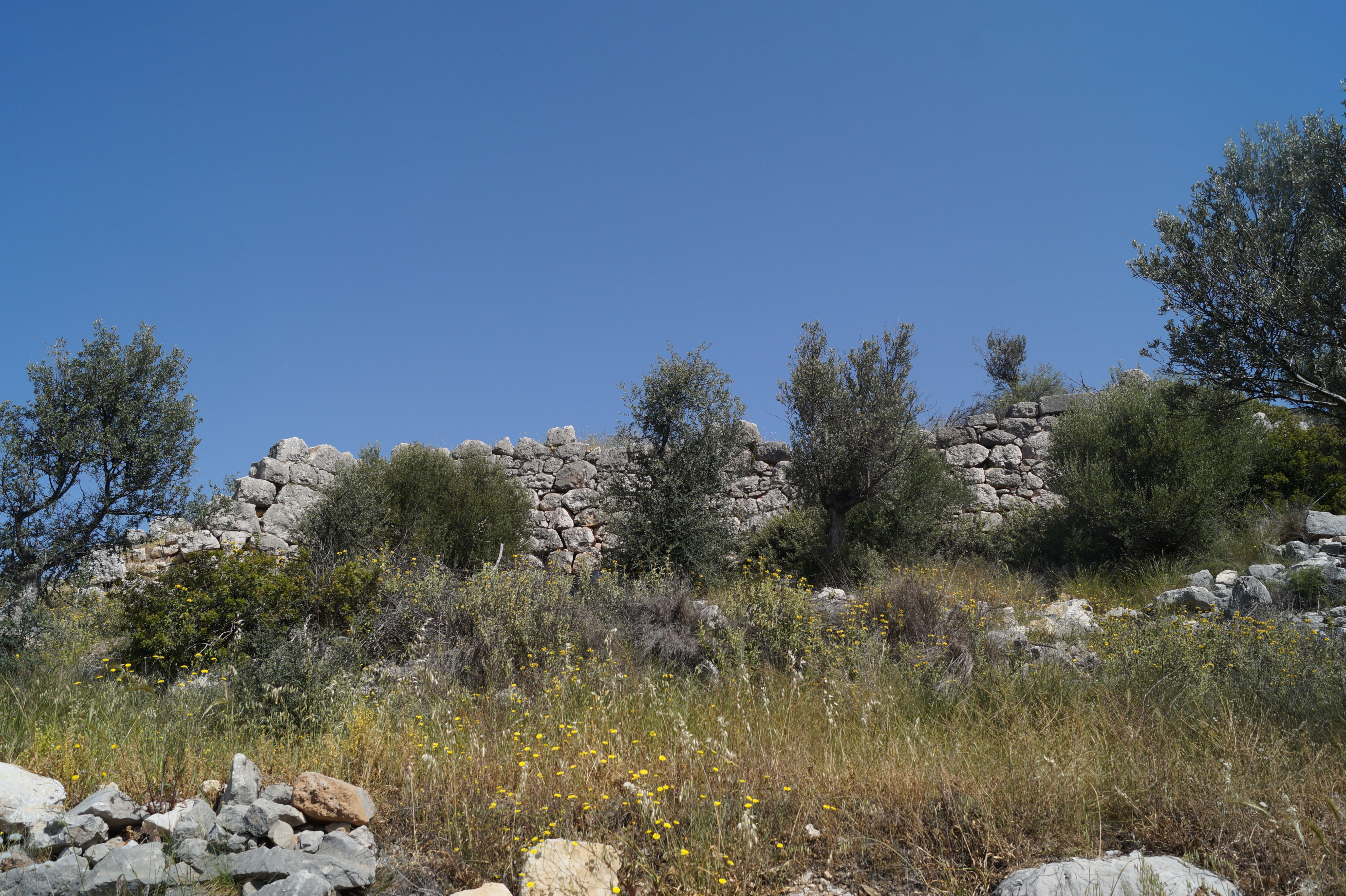
Polygonale Südmauer

Kastraki (griechisch Καστράκι = kleine Burg) oder Kastraki Foniskou (griechisch Καστράκι Φωνίσκου) ist eine antike Befestigung in der Argolis. Sie liegt südlich des Arachneo-Gebirges, etwa 1 km nordwestlich von Arkadiko, am nördlichen Ende eines langgestreckten Hügels in 380 m Höhe. 2,5 km südwestlich befindet sich die Akropolis von Kazarma.

## Beschreibung

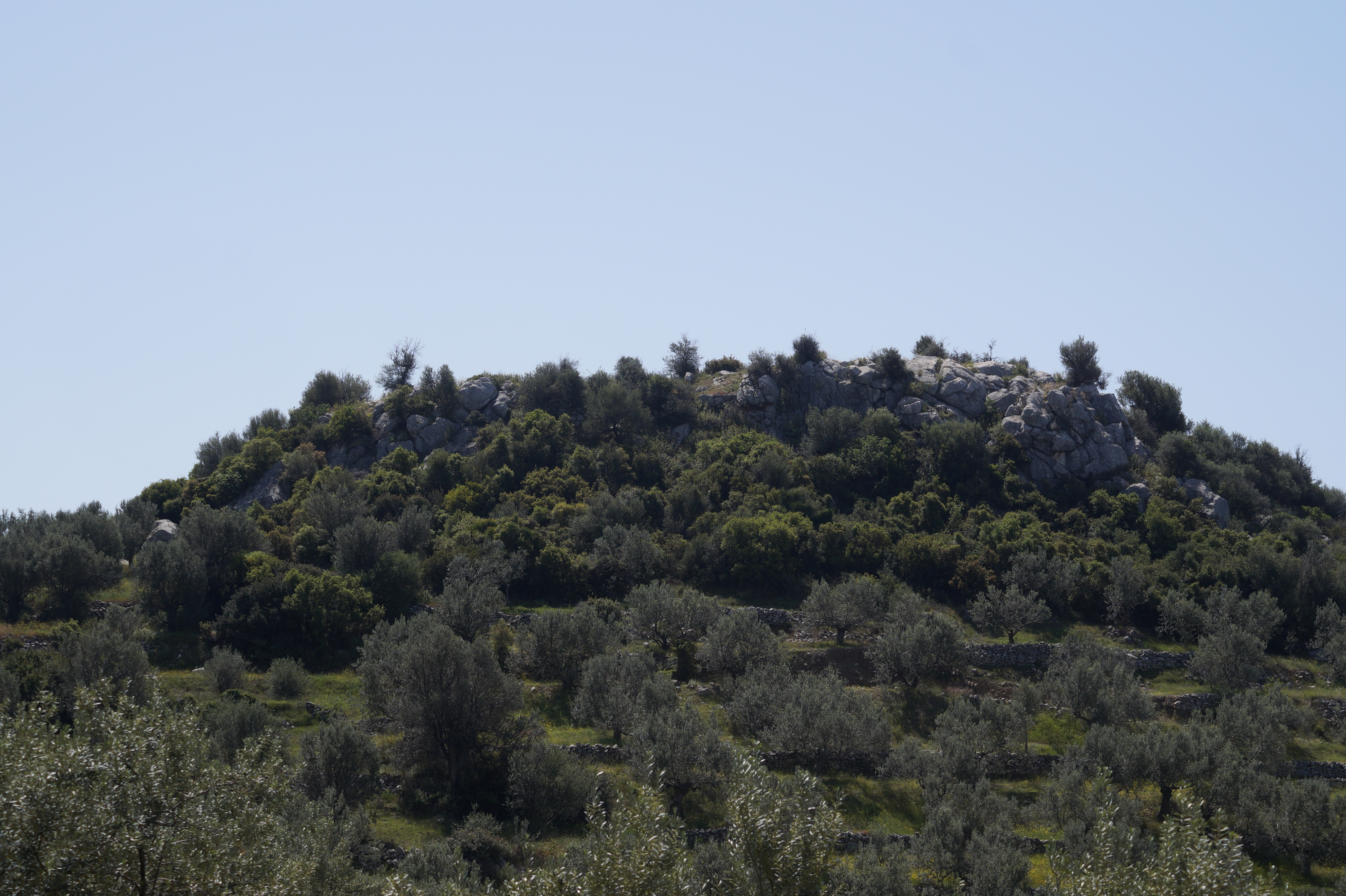
Blick von Norden auf Kastraki

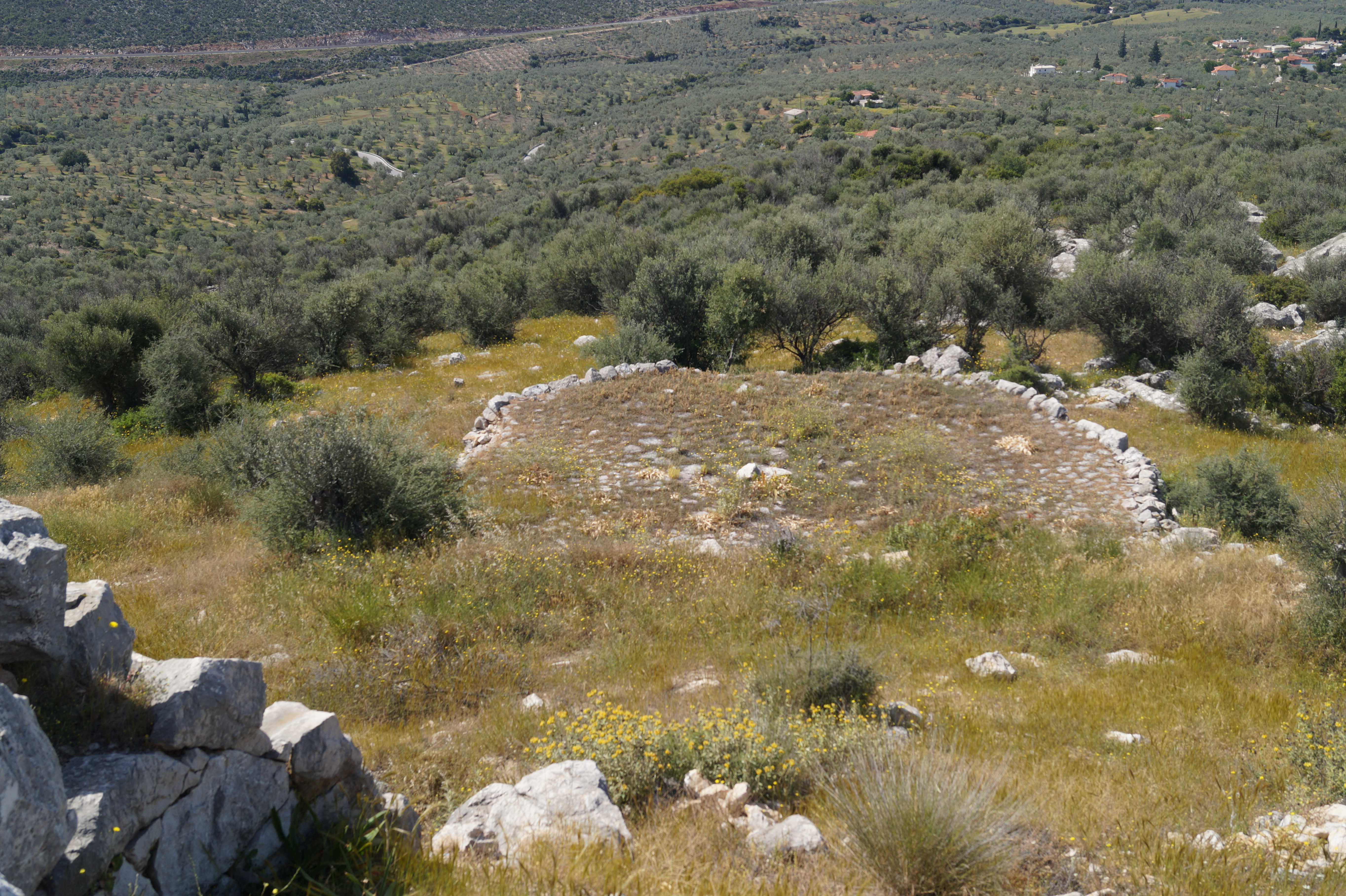
Runde Tenne südlich der Burg

Die Burg ist mit etwa 3000 m² relativ klein und hat eine Länge von etwa 70 m und eine Breite von etwa 50 m. Ihr Grundriss ist fünfeckig. Sie war von einer 2,50 m dicken Mauer umgeben, die im Süden noch 3–4 m hoch erhalten ist. Ernst Curtius sah, als er Kastraki Mitte des 19. Jahrhunderts besuchte, noch an jeder Ecke einen Turm. Vier Türme waren rund und einer viereckig. Von diesen Türmen sind heute noch zwei im Süden sichtbar. Sie haben einen Durchmesser von etwa 8 m. Neben dem östlichen Turm befand sich ein Doppeltor. Nordöstlich der Burg sah Ernst Curtius noch Überreste einer antiken Siedlung.
Die Befestigung ist in polygonalem Mauerwerk ausgeführt, das aus dem 5. oder 4. Jahrhundert v. Chr. stammt. Die Burg lag an einem strategisch wichtigen Punkt, denn östlich unterhalb der Burg traf die Straße von Argos nach Epidauros, die nördlich des Burgberges verlief, mit der Straße von Nauplia nach Epidauros, die von Süden kam, aufeinander.
Nördlich und vor allem südlich gibt es einige Ruinen von Häusern, die im 20. Jahrhundert aufgegeben wurden. Südlich befindet sich auch eine runde Tenne mit einem Durchmesser von etwa 15 m.